# Anastasia, la dernière fille du tsar
 (mai 2022).
Si vous disposez d'ouvrages ou d'articles de référence ou si vous connaissez des sites web de qualité traitant du thème abordé ici, merci de compléter l'article en donnant les références utiles à sa vérifiabilité et en les liant à la section « Notes et références ».
Pour les articles homonymes, voir Anastasia.
Pour plus de détails, voir Fiche technique et Distribution.
Anastasia, la dernière fille du tsar (Anastasia, die letzte Zarentochter) est un long métrage allemand réalisé par Falk Harnack et sorti en 1956.
L'histoire, inspirée de faits authentiques, est celle d'une inconnue qui, en 1920 à Berlin, est repêchée du Landwehrkanal et prétend être Anastasia Nikolaïevna, la fille du tsar russe Nicolas II. La même année, sort le long métrage américain Anastasia réalisé par Anatole Litvak avec Ingrid Bergman dans le rôle-titre.
Le film se déroule dans les années 1920, à Berlin, où une femme prétend être la princesse Anastasia, la plus jeune fille des Romanov, dont toute la famille a été assassinée en juillet 1918.

## Synopsis
Des années après l'exécution de la famille Romanov à Ekaterinbourg, on ignore toujours quel a été le sort d'Anastasia, dont le corps n'a pas été retrouvé, tandis qu'un ancien prisonnier de guerre autrichien, Franz Svoboda, rapporte qu'elle a survécu à la fusillade avant d'être emmenée en Roumanie. Plus tard, une femme inconnue, dont le nom n'est jamais donné, saute dans le Landwehrkanal, un canal de Berlin. Conduite à l'hôpital, elle refuse de donner son nom et son origine mais le médecin traitant trouve des cicatrices au niveau de la tête, éventuellement dues à des coups et des blessures par balle, ainsi que des pieds déformés. Mlle Peuthert, qui séjourne temporairement à la clinique pour un examen classique, la reconnaît alors comme la fille du tsar Nicolas II et en informe immédiatement certains nobles russes. Cependant, la baronne Frau von Pleskau ne peut pas confirmer l'identité la femme bien que le valet Volkov la reconnaisse, après qu'elle a démontré connaitre des détails sur la famille du tsar.
Lorsqu'elle se rend compte que les nobles ne se soucient que de questions d'argent, elle s'enfuit chez Miss[pas clair] Peuthert, lui disant qu'elle a été amenée en Roumanie par deux frères nommés Tchaïkovski, dont elle a eu un fils avec l'un d'eux, nommé Alexei, qui a été mis en adoption. Lorsque Mlle Peuthert appelle un journaliste pour lui poser des questions, la femme refuse de fournir des informations et son hôtesse la met à la porte. De leur côté, la princesse Irène de Prusse et la princesse héritière Cécilie expriment des doutes sur la réelle identité de la femme inconnue lorsqu'elle se présente sous un faux nom. La rencontre avec la grande-duchesse Olga est cependant plus harmonieuse, les deux se reconnaissant mais la mère d'Olga, Dagmar de Danemark, refuse d'accepter que cette étrangère soit Anastasia.
Beaucoup plus tard, en 1927, la femme inconnue habite avec le duc de Leuchtenberg dans sa maison, où elle reçoit la visite de Chleb Bodkin, un ancien ami de la famille ; tous deux se reconnaissent immédiatement et redeviennent amis. Au même moment, une femme contacte la presse, car elle pense reconnaître son ancienne colocataire Franziska Schanzkowska, une travailleuse de terrain, d'origine polonaise. Le commissaire chargé de l'affaire se sent obligé d'enquêter sur l'importance des nouvelles circonstances. Par la suite, deux visiteurs du domaine de Leuchtenberg, prétendent être les frères et sœurs de Franziska, mais se révèlent être des fraudeurs. Finalement, la femme accepte la suggestion de Chleb d'aller avec lui en Amérique pour y trouver la paix. Là-bas, elle est bien accueillie par les élites du pays mais les rumeurs d'un article du New York Times circulent. Il décrit la femme comme une escroc et Chleb comme son homme de main pour obtenir la fortune du tsar. Elle raconte alors à Chleb que le tsar Nicolas II a déposé cinq millions de roubles d'or à la Banque d'Angleterre pour chacun de ses enfants. Si elle ne réclame pas sa part dans les 10 ans, qui expirent dans quelques jours, elle ira à ses tantes Xenia et Olga. La princesse Katharina et son mari s'indignent de l'intervention de Chleb et proposent de prendre soin financièrement du duo d'étrangers si elle renonce à son héritage. L'inconnu rompt ensuite avec Chleb lorsqu'il lui conseille d'accepter l'offre.
L'étrangère emménage par la suite avec Mme Stevens, qui fonde immédiatement une société pour représenter les intérêts de son amie. Lorsqu'un avocat allemand se présente pour l'informer qu'elle s'est fait arnaquer, elle veut fuir mais est arrêtée par Mme Stevens. La femme inconnue est alors emmenée dans un sanatorium à Ilten près de Hanovre. Les psychiatres traitants ne trouvent aucun signe de maladie mentale et, en 1931, elle quitte finalement l'établissement avant d'être recueillie dans les bois par deux policiers. Friedrich Ernst, prince de Saxe-Altenbourg, l'invite alors à vivre chez lui. En 1953, la femme vit désormais dans une cabane dans les bois, dans laquelle elle s'était installée sept ans plus tôt. Elle reçoit la visite de la princesse héritière Cécilie, qui voulait l'aider à être reconnue comme Anastasia.
L'inconnue lui explique alors qu'elle a cessé d'essayer de trouver le bonheur avec d'autres personnes mais qu'elle préfère au contraire rester seule pour méditer et terminer sa vie en paix.

## Fiche technique
Sauf indication contraire, les informations mentionnées dans cette section peuvent être confirmées par la base de données cinématographiques IMDb,  présente dans la section « Liens externes ».
- Titre : Anastasia, la dernière fille du tsar
- Réalisation : Falk Harnack
- Producteur : Günter Matern
- Scénario : Herbert Reinecker
- Musique : Herbert Trantow
- Photographie : Friedl Behn-Grund
- Montage : Kurt Zeunert
- Production : Alfu-Film, Corona Filmproduktion, Hansa
- Distribution : Deutsche London-Film Verleih
- Durée : 107 minutes
- Pays : Allemagne de l'Ouest
- Langue : allemand
- Dates de sortie : 27 septembre 1956 (Allemagne de l'Ouest)

## Distribution
Sauf indication contraire, les informations mentionnées dans cette section peuvent être confirmées par la base de données cinématographiques IMDb,  présente dans la section « Liens externes ».

### Acteurs principaux
- Lilli Palmer : Anna Anderson (l'inconnue)
- Ivan Desny : Gleb Botkin (en)
- Ellen Schwiers : Prinzessin Katharina
- Susanne von Almassy : Mme Stevens
- Käthe Braun : Frau von Rathleff-Keilmann (en)
- Eva Bubat : Gertrud Schanzkowsky
- Berta Drews : Fräulein Peuthert
- Tilla Durieux : la mère du tsar (Dagmar de Danemark)
- Margot Hielscher : Kronprinzeßin (princesse héritière) Cécilie
- Maria Sebaldt : femme facile

### Acteurs secondaires
- Reinhold Bernt (en) : gendarme du Lnd (Landpolizist)
- Paul Bildt : Aleksei Volkov
- Emmy Burg : l'infirmière Schwarzkopf
- Peter Capell : Mr George Grant
- Peter Carsten : Soldat Tschaikowski
- Erika Dannhoff : la femme de Pleskau
- Fritz Eberth : Jurowski
- Rudolf Fernau : Serge Botkin
- Otto Graf : duc de Leuchtenberg
- Kurt Heintel : Kotow
- Lucie Höflich : Frau Bäumle
- Franziska Kinz : duchesse de Leuchtenberg
- Karl Klüsner : Dr. Kersten
- Reinhard Kolldehoff : Fichte
- Hans Krull : Friedrich Ernst, prince de Saxe-Altenbourg
- Stanislav Ledinek : Woroneff
- Wolf Martini
- Robert Meyn : avocat allemand
- Werner Peters
- Wolfgang Preiss
- Charles Régnier
- Marina Ried : Doris Wingender
- Traute Rose : Aufwartefrau
- Helmuth Rudolph
- Ernst Schröder
- Siegfried Schürenberg :
- Adelheid Seeck : princesse Irène de Prusse
- Fritz Tillmann : baron von Pleskau
- Alice Treff : baronne von Seekendorf
- Erik von Loewis : baron Valepp
- Paul Wagner
- Kurt Weitkamp
- Dorothea Wieck : grande-duchesse Olga Romanov
- Dieter Zeidler
- Edgar Ott : Förster (non crédité)